# Provinces d'Indonésie
Les provinces (en indonésien provinsi) constituent la division administrative de 1er niveau de l'Indonésie. Au nombre de 38 depuis 2022, elles sont administrées par un gouverneur élu au suffrage direct depuis 2004. Elles sont divisées en kabupaten, l'équivalent des départements, et en kota, des villes au statut spécial.
Sur les 38 provinces, huit ont un statut spécial :
- le territoire spécial de la capitale de Jakarta, ancienne capitale de l'Indonésie remplacée en 2024 par Nusantara ;
- le territoire spécial de Yogyakarta, ancien sultanat de Java ;
- la province autonome d'Aceh, à la suite d'un accord entre le gouvernement indonésien et un mouvement indépendantiste, le Mouvement de libération d'Aceh
- les provinces de l'île de Nouvelle-Guinée (Papouasie, Papouasie centrale, Papouasie des hautes terres, Papouasie méridionale et Papouasie occidentale) du fait de la présence de populations à particularisme ethnologique et/ou culturel.

## Histoire
Les provinces de l'Indonésie ont été créées le 15 août 1950 peu après son indépendance. À l'origine au nombre de dix (Bornéo, Célèbes (ou Sulawesi), Java central, Sumatra central, Java oriental, Sunda Kecil (ou Petites îles de la Sonde), Moluques, Sumatra du Nord, Sumatra du Sud, Java occidental), leur nombre a augmenté, principalement par scission de provinces :
- 1950 : le territoire spécial de Yogyakarta depuis Java central ;
- 1956 : Kalimantan du Sud, Kalimantan occidental et Kalimantan oriental depuis Kalimantan (nom indonésien de la partie méridionale de Bornéo) qui disparaît ;
- 1957 : Sumatra occidental, Jambi et Riau depuis Sumatra central qui disparaît ;
- 1958 : Bali, petites îles de la Sonde occidentales et petites îles de la Sonde orientales depuis Sunda Kecil (ou Petites îles de la Sonde) qui disparaît ;
- 1960 : Sulawesi du Nord et Sulawesi du Sud depuis Célèbes (ou Sulawesi) qui disparaît ;
- 1963 : la Nouvelle-Guinée occidentale est intégrée à l'Indonésie à la suite de son annexion militaire (après un court mandat international confié aux Nations unies et cédé par les Pays-Bas) ;
- 1964 : Lampung depuis Sumatra du Sud, Sulawesi central depuis Sulawesi du Nord, Sulawesi du Sud-Est depuis Sulawesi du Sud ;
- 1967 : Bengkulu depuis Sumatra du Sud ;
- 1999 : les Moluques du Nord depuis les Moluques ;
- 2000 : les îles Bangka Belitung depuis Sumatra du Sud, Gorontalo depuis Sulawesi du Nord, Banten depuis Java occidental ;
- 2002 : les îles Riau depuis Riau ;
- 2003 : les provinces à statut spécial de Papouasie et Papouasie occidentale, issues de la scission de la Nouvelle-Guinée occidentale ;
- 2004 : Sulawesi occidental depuis Sulawesi du Sud ;
- 2012 : Kalimantan du Nord depuis Kalimantan oriental ;
- 2022 : Papouasie centrale, Papouasie des hautes terres et Papouasie méridionale, issues de la scission de la province de Papouasie.
- 2022 : Papouasie du Sud-Ouest, issues d'une scission de la Papouasie occidentale.

Le Timor oriental a constitué une province de l'Indonésie sous le nom de Timor Timur entre 1976, date de sa décolonisation par les Portugais et son intégration dans la république d'Indonésie, et 1999, date de son indépendance.

## Liste
| Code BPS | Nom                                   | Nom indonésien                | Code ISO | Capitale       | Population (2023) | Superficie (km2) | Densité (hab./km2) | Île ou archipel          |
| -------- | ------------------------------------- | ----------------------------- | -------- | -------------- | ----------------- | ---------------- | ------------------ | ------------------------ |
| 11       | Aceh                                  | Aceh                          | ID-AC    | Banda Aceh     | +05 515 839,      | +057 956,        | +00097,            | Sumatra                  |
| 12       | Sumatra du Nord                       | Sumatera Utara                | ID-SU    | Medan          | +15 471 582,      | +072 981,        | +00214,            | Sumatra                  |
| 13       | Sumatra occidental                    | Sumatera Barat                | ID-SB    | Padang         | +05 750 326,      | +042 012,        | +00137,            | Sumatra                  |
| 14       | Riau                                  | Riau                          | ID-RI    | Pekanbaru      | +06 861 237,      | +087 024,        | +00076,            | Sumatra                  |
| 15       | Jambi                                 | Jambi                         | ID-JA    | Jambi          | +03 760 275,      | +050 058,        | +00077,            | Sumatra                  |
| 16       | Sumatra du Sud                        | Sumatera Selatan              | ID-SS    | Palembang      | +08 889 913,      | +091 592,        | +00102,            | Sumatra                  |
| 17       | Bengkulu                              | Bengkulu                      | ID-BE    | Bengkulu       | +02 098 089,      | +019 919,        | +00104,            | Sumatra                  |
| 18       | Lampung                               | Lampung                       | ID-LA    | Bandar Lampung | +09 051 459,      | +034 623,        | +00270,            | Sumatra                  |
| 19       | îles Bangka Belitung                  | Kepulauan Bangka Belitung     | ID-BB    | Pangkal Pinang | +01 521 723,      | +016 424,        | +00091,            | Sumatra                  |
| 21       | Îles Riau                             | Kepulauan Riau                | ID-KR    | Tanjungpinang  | +02 178 610,      | +008 202,        | +00263,            | Sumatra                  |
| 31       | Jakarta                               | Daerah Khusus Ibukota Jakarta | ID-JK    | Jakarta        | +11 337 563,      | +000664,         | +17 153,           | Java                     |
| 32       | Java occidental                       | Jawa Barat                    | ID-JB    | Bandung        | +49 899 992,      | +035 378,        | +01 347,           | Java                     |
| 33       | Java central                          | Jawa Tengah                   | ID-JT    | Semarang       | +38 125 191,      | +032 801,        | +01 110,           | Java                     |
| 34       | Yogyakarta                            | Daerah Istimewa Yogyakarta    | ID-YO    | Yogyakarta     | +03 722 296,      | +003 133,        | +01 174,           | Java                     |
| 35       | Java oriental                         | Jawa Timur                    | ID-JI    | Surabaya       | +41 644 099,      | +047 800,        | +00867,            | Java                     |
| 36       | Banten                                | Banten                        | ID-BT    | Serang         | +12 469 997,      | +009 663,        | +01 333,           | Java                     |
| 51       | Bali                                  | Bali                          | ID-BA    | Denpasar       | +04 344 554,      | +005 780,        | +00777,            | Petites îles de la Sonde |
| 52       | Petites îles de la Sonde occidentales | Nusa Tenggara Barat           | ID-NB    | Mataram        | +05 619 450,      | +018 572,        | +00286,            | Petites îles de la Sonde |
| 53       | Petites îles de la Sonde orientales   | Nusa Tenggara Timur           | ID-NT    | Kupang         | +05 609 049,      | +048 718,        | +00121,            | Petites îles de la Sonde |
| 61       | Kalimantan occidental                 | Kalimantan Barat              | ID-KB    | Pontianak      | +05 557 277,      | +147 307,        | +00038,            | Bornéo                   |
| 62       | Kalimantan central                    | Kalimantan Tengah             | ID-KT    | Palangka Raya  | +02 753 049,      | +153 564,        | +00018,            | Bornéo                   |
| 63       | Kalimantan du Sud                     | Kalimantan Selatan            | ID-KS    | Banjarmasin    | +04 234 214,      | +038 744,        | +00114,            | Bornéo                   |
| 64       | Kalimantan oriental                   | Kalimantan Timur              | ID-KI    | Samarinda      | +04 007 736,      | +129 066,        | +00032,            | Bornéo                   |
| 65       | Kalimantan du Nord                    | Kalimantan Utara              | ID-KU    | Tanjung Selor  | +00747 415,       | +075 468,        | +00011,            | Bornéo                   |
| 71       | Sulawesi du Nord                      | Sulawesi Utara                | ID-SA    | Manado         | +02 660 415,      | +013 852,        | +00183,            | Célèbes                  |
| 72       | Sulawesi central                      | Sulawesi Tengah               | ID-ST    | Palu           | +03 154 499,      | +061 841,        | +00051,            | Célèbes                  |
| 73       | Sulawesi du Sud                       | Sulawesi Selatan              | ID-SN    | Makassar       | +09 400 283,      | +046 717,        | +00207,            | Célèbes                  |
| 74       | Sulawesi du Sud-Est                   | Sulawesi Tenggara             | ID-SG    | Kendari        | +02 753 707,      | +038 068,        | +00076,            | Célèbes                  |
| 75       | Gorontalo                             | Gorontalo                     | ID-GO    | Gorontalo      | +01 237 185,      | +011 257,        | +00103,            | Célèbes                  |
| 76       | Sulawesi occidental                   | Sulawesi Barat                | ID-SR    | Mamuju         | +01 451 657,      | +016 787,        | +00087,            | Célèbes                  |
| 81       | Moluques                              | Maluku                        | ID-MA    | Ambon          | +01 911 943,      | +046 914,        | +00041,            | Moluques                 |
| 82       | Moluques du Nord                      | Maluku Utara                  | ID-MU    | Sofifi         | +01 365 091,      | +031 982,        | +00041,            | Moluques                 |
| 91       | Papouasie                             | Papua                         | ID-PA    | Jayapura       | +01 085 281,      | +081 049,        | +00013,            | Nouvelle-Guinée          |
| 92       | Papouasie occidentale                 | Papua Barat                   | ID-PB    | Manokwari      | +00565 805,       | +099 672,        | +0 0009,           | Nouvelle-Guinée          |
| 93       | Papouasie méridionale                 | Papua Selatan                 | ID-PS    | Merauke        | +00533 910,       | +131 493,        | +0 0005,           | Nouvelle-Guinée          |
| 94       | Papouasie centrale                    | Papua Tengah                  | ID-PT    | Nabire         | +01 357 071,      | +066 129,        | +00022,            | Nouvelle-Guinée          |
| 95       | Papouasie des hautes terres           | Papua Pegunungan              | ID-PE    | Wamena         | +01 464 466,      | +108 476,        | +00029,            | Nouvelle-Guinée          |
| 96       | Papouasie du Sud-Ouest                | Papua Barat Baya              | ID-PD    | Sorong         | +00613 180,       | +039 167,        | +00016,            | Nouvelle-Guinée          |
| 00       | Indonésie                             | Indonesia                     | ID       | Jakarta        | +280 398 727,     | 1 913 579        | +00147,            |                          |